# Unbreakable (film)
Unbreakable is een Amerikaanse superhelden-thrillerfilm uit 2000 onder regie van M. Night Shyamalan.

## Verhaal
Na een verschrikkelijk treinongeluk, waarbij hij de enige overlevende is en zelfs geen schrammetje heeft, komt David Dunn (Bruce Willis) erachter dat hij bovennatuurlijke gaven heeft en hiermee mensen kan helpen. Door middel van aanraking van mensen ziet David wat iemand op z'n kerfstok heeft. Hij komt na het ongeluk in contact met Elijah Price (Samuel L. Jackson), een verzamelaar van comics die z'n hele leven al geplaagd wordt door een slechte gezondheid en snelbrekende botten. Een flinke dosis ongeloof volgt wanneer David wordt benaderd door Elijah, omdat ze iets gemeen zouden hebben. Totdat David Elijah aanraakt en erachter komt dat hij het treinongeluk heeft veroorzaakt en verschillende andere rampen, om zo met David in contact te kunnen komen.

## Rolverdeling
| Acteur              | Personage       |
| ------------------- | --------------- |
| Bruce Willis        | David Dunn      |
| Samuel L. Jackson   | Elijah Price    |
| Robin Wright Penn   | Audrey Dunn     |
| Spencer Treat Clark | Joseph Dunn     |
| Charlayne Woodard   | Elijah's Mother |
| Eamonn Walker       | Dr. Mathison    |
| Leslie Stefanson    | Kelly           |